# Корденацо (Венеција)
Корденацо (итал. Cordenazzo) је насеље у Италији у округу Венеција, региону Венето.
Према процени из 2011. у насељу је живело 18 становника. Насеље се налази на надморској висини од 0 м.